# Ролуф Лухт
Ролуф Лухт (нім. Roluf Lucht; 17 серпня 1901, Зюдеренде — 10 квітня 1945, Гослар) — німецький військовий інженер, один з провідних авіаінженерів Німеччини, генералштабсінженер люфтваффе (1 серпня 1940).

## Біографія
В 1920-26 роках пройшов підготовку інженера корабельних машин і авіаконструктора в Берліні і Кілі. З 1 лютого 1926 року — конструктор авіаційної конструкторської фірми «Rohrbach GmbH» (Берлін), в тому ж місяці вступив в Імперське військове міністерство радником відділу WaPrw Управління озброєнь, потім начальник групи. Займався питаннями розробки нових моделей літаків. 1 квітня 1933 року переведений в люфтваффе і призначений начальником групи Технічного управління Імперського міністерства авіації. З 21 липня 1937 року — головний інженер Технічного управління, з 1 лютого 1939 — головний інженер при генерал-люфтцойгмайстрі. Здійснював технічний контроль за розробкою і замовленням нових моделей бойових літаків. Один з організаторів авіаційної промисловості Німеччини. 31 січня 1943 року звільнений у відставку. Наступного дня переданий в розпорядження люфтваффе, проте не отримав жодного призначення. З 2 квітня 1943 року — виконавчий директор корпорації «Messerschmitt GmbH» в Регенсбурзі.
10 квітня 1945 року Лухт вилетів в Гослар на літаку Fieseler Fi156, яким керував його особистий пілот єфрейтор Курт Шніттке, колишній механік Ернста Удета. Під час посадки літак був збитий американською зенітною артилерією і розбився. Лухт загинув, Шніттке відбувся кількома опіками.

## Нагороди
- Комбінований Знак Пілот-Спостерігач
- Медаль «За вислугу років у Вермахті» 4-го і 3-го класу (12 років)
- Медаль «У пам'ять 13 березня 1938 року»
- Медаль «У пам'ять 1 жовтня 1938»
- Хрест Воєнних заслуг 2-го класу з мечами